# Euxootera cyclophora
Euxootera cyclophora là một loài bướm đêm trong họ Noctuidae.